# Милош Крстић
Милош Крстић (рођен 7. марта 1987. у Сврљигу) је српски фудбалер.